# Алджернон Чарлз Свінберн
Алджернон Чарлз Свінберн (англ. Algernon Charles Swinburne; нар. 5 квітня 1837, Лондон — пом. 10 квітня 1909, Лондон) — англійський поет.

## Твори

### Віршовані драми
- «Королева мати» (англ. The Queen Mother) (1860)
- «Розамунда» (англ. Rosamond) (1860)
- «Шателяр» (англ. Chastelard) (1865)
- «Босуел» (англ. Bothwell) (1874)
- «Марія Стюарт» (англ. Mary Stuart) (1881)
- Marino Faliero (1885)
- Locrine (1887)
- «Сестри» (англ. The Sisters) (1892)
- «Розамунда, Королева ломбардців» (англ. Rosamund, Queen of the Lombards) (1899)

### Вірші
- «Аталанта в Калідоні» (англ. Atalanta in Calydon) (1865)
- «Вірші та балади» (англ. Poems and Ballads) (1866)
- «Передсвітні пісні» (англ. Songs Before Sunrise) (1871)
- «Пісні двох націй» (англ. Songs of Two Nations) (1875)
- «Еректеус» (англ. Erechtheus) (1876)
- «Вірші та балади, Друге видання» (англ. Poems and Ballads, Second Series) (1878)
- Songs of the Springtides (1880)
- Studies in Song (1880)
- The Heptalogia, or the Seven against Sense. A Cap with Seven Bells (1880)
- «Трістан Ліонесський» (англ. Tristam of Lyonesse) (1882)
- «Століття ронделів» (англ. A Century of Roundels) (1883)
- A Midsummer Holiday and Other Poems (1884)
- «Вірші та балади, Третє видання» (англ. Poems and Ballads, Third Series) (1889)
- Astrophel and Other Poems (1894)
- The Tale of Balen (1896)
- A Channel Passage and Other Poems (1904)

## Переклади українською
Українською мовою вірші Свінберна перекладав Максим Стріха.